# JavaServer Pages Standard Tag Library
La JavaServer Pages Standard Tag Library (JSTL) est un composant de la plate-forme JEE de développement. Elle étend la spécification JSP en ajoutant une bibliothèque de balises pour les tâches courantes, comme le travail sur des fichiers XML, l'exécution conditionnelle, les boucles et l'internationalisation. JSTL a été développée par la Java Community Process (JCP). Le 8 mai 2006, la JSTL 1.2 est sortie.
En supplément à JSTL, la JCP propose des Java Specification Requests (JSR) pour développer les bibliothèques de balises standards :
- JSR 128 : JESI – JSP Tag Library for Edge Side Includes (inactif)
- JSR 267 : Bibliothèque JSP Tag pour les services web

## Objectif
La JSTL, en tant que bibliothèque de balises JSP, propose de développer une page JSP sans y utiliser de code Java directement.
 Elle utilise ainsi une syntaxe proche des langages utilisés par les web designers (HTML ou XHTML) ce qui leur permet de concevoir des pages dynamiques complexes sans connaissances préalable du langage Java.

## Notoriété
De très nombreuses applications JEE pour le Web (à base de servlets et JSP) et frameworks Java incluent la JSTL, ou invitent à l'utiliser, par exemple Liferay, Jahia, Spring.

## Versions
Actuellement, trois versions de JSTL sont disponibles, avec les restrictions suivantes :

- La JSTL 1.0 nécessite un conteneur JSP 1.2 (J2EE 1.3).
- La JSTL 1.1 nécessite un conteneur JSP 2.0 (J2EE 1.4).
- La JSTL 1.2 nécessite un conteneur JSP 2.1 (J2EE 1.5).

La JSTL se base sur l'utilisation des Expressions Languages en remplacement des scriptlets Java. Toutefois, ce mécanisme n'est disponible qu'avec un conteneur JSP 2.0.

### Utilisation
La JSTL, dans ses versions 1.1 et 1.2, se base sur les JSP 2.0 qui intègre un moteur d'Expression Language, elle ne définit donc qu'une seule implémentation avec les URIs suivantes :
| Bibliothèque | URI                                    | Prefixe |
| ------------ | -------------------------------------- | ------- |
| core         | http://java.sun.com/jsp/jstl/core      | c       |
| Format       | http://java.sun.com/jsp/jstl/fmt       | fmt     |
| XML          | http://java.sun.com/jsp/jstl/xml       | x       |
| SQL          | http://java.sun.com/jsp/jstl/sql       | sql     |
| Function     | http://java.sun.com/jsp/jstl/functions | fn      |

Pour développer une page JSP a base de JSTL il suffit de déclarer la bibliothèque et de configurer le fichier web.xml qui contient le paramétrage des servlets d'une application JEE.
- Exemple de configuration, optionnelle, de la bibliothèque dans le fichier web.xml :

```
   
<?xml version="1.0" encoding="ISO-8859-1"?>

   
<web-app
 
xmlns=
"http://java.sun.com/xml/ns/j2ee"

     
xmlns:xsi=
"http://www.w3.org/2001/XMLSchema-instance"

     
xsi:schemaLocation=
"http://java.sun.com/xml/ns/j2ee http://java.sun.com/xml/ns/j2ee/web-app_2_4.xsd"

     
version=
"2.4"
>

        
<context-param>

           
<param-name>
javax.servlet.jsp.jstl.sql.dataSource
</param-name>

           
<param-value>
jdbc/data
</param-value>

        
</context-param>

   
</web-app>

```

- Déclaration complète de la bibliothèque pour chaque page JSP implémentée :

```
    
<
%@
 
taglib
 
uri="http://java.sun.com/jsp/jstl/core"
 
prefix="c"
 
%>

    
<
%@
 
taglib
 
uri="http://java.sun.com/jsp/jstl/fmt"
 
prefix="fmt"
 
%>

    
<
%@
 
taglib
 
uri="http://java.sun.com/jsp/jstl/xml"
 
prefix="x"
 
%>

    
<
%@
 
taglib
 
uri="http://java.sun.com/jsp/jstl/sql"
 
prefix="sql"
 
%>

    
<
%@
 
taglib
 
uri="http://java.sun.com/jsp/jstl/functions"
 
prefix="fn"
 
%>

```

## Core: Bibliothèque de base
La bibliothèque Core propose les quelques balises essentielles pour utiliser le langage des JSP comme langage de templates en évitant d'y écrire des instructions et expressions directement en Java :

### Les variables
- Afficher une expression : <c:out />

```
   
<c:out
 
value=
"${expression}"
 
escapeXml=
"[true/false]"
 
default=
"valeur par defaut"
 
/>

```

| Attribut  | Requis | Description                                                                         |
| --------- | ------ | ----------------------------------------------------------------------------------- |
| value     | Oui    | Expression qui sera évaluée et affichée                                             |
| escapeXml | Non    | Détermine si les caractères xml doivent être remplacés par leur code HTML respectif |
| default   | Non    | Valeur affiché par défaut si l'expression value est null                            |

- Définir une variable : <c:set />

```
   
<c:set
 
var=
"variable"
 
value=
"${expression}"
 
scope=
"[page/request/session/application]"
 
target=
""
 
property=
""
 
/>

```

| Attribut | Requis | Description                                                   |
| -------- | ------ | ------------------------------------------------------------- |
| var      | Oui    | Nom de la variable à créer dans le scope                      |
| value    | Oui    | Valeur de la variable dans le scope                           |
| scope    | Non    | Portée de la variable (page, request, session ou application) |
| target   | Non    | Objet de type Java.util.Map ou issue d'un bean                |
| property | Non    | Propriété de l'objet target affectée                          |

- Supprimer une variable : <c:remove />

```
   
<c:remove
 
var=
"variable"
 
scope=
"[page/request/session/application]"
 
/>

```

| Attribut | Requis | Description                                  |
| -------- | ------ | -------------------------------------------- |
| var      | Oui    | Nom de la variable à supprimer dans le scope |
| scope    | Non    | portée de la variable                        |

### Les actions conditionnelles
- Équivalence du "if" en JAVA : <c:if />

```
   
<c:if
 
test=
"${empty variable}"
>

   
</c:if>

```

- Équivalence du "switch" en JAVA : <c:choose />

```
   
<c:choose>

      
<c:when
 
test=
"${expression1 == true}"
>

         
Expression
 
1

      
</c:when>

      
<c:when
 
test=
"${expression2 == true}"
>

         
Expression
 
2

      
</c:when>

      
<c:otherwise>

         
Autre
 
chose

      
</c:otherwise>

   
</c:choose>

```

### Les itérations
- Itérer sur une collection : <c:forEach />

```
   
<c:forEach
 
items=
"${param}"
 
var=
"thisParam"
 
varStatus=
"variableStatus"
>

      
Paramètre
 
${thisParam.key}
 
=
 
${thisParam.value}

   
</c:forEach>

```

- Itérer sur une chaîne de caractère : <c:forTokens />

```
   
<c:forTokens
 
var=
"thisVar"
 
items=
"var1;var2;var3"
 
delims=
";"
>

      
${thisVar}

   
</c:forTokens>

```

### Les urls
- Afficher une URL contenant des paramètres : <c:url /> et <c:param />

```
   
<c:url
 
value=
"/page2"
>

      
<c:param
 
name=
"param1"
 
value=
"18"
/>

   
</c:url>

```